# Nikola Tavelić
Sv. Nikola Tavelić ili  Nikola Tavilić  (Šibenik, oko 1340. – Jeruzalem, 14. studenoga 1391.), prvi hrvatski svetac, franjevac, mučenik.

## Životopis
Kao moguće mjesto rođenja spominje se Velim kod Stankovaca, no ipak najčešće se navodi Šibenik. Franjevcem je postao u gradu Bribiru, sjedištu velikaša Šubića. Oko 1365. godine zaređen je za svećenika i kao misionar pošao je u Bosnu oko 1372. godine, gdje je djelovao među bogumilima. Nakon 12 godina misijskog djelovanja u Bosni, 1384. godine pošao je u Palestinu s fra Deodatom i fra Petrom iz Narbonne (Francuska) i fra Stjepanom iz Cunea (Italija). 
Jednom prigodom je tako pošao s družinom do islamskog vjerskog službenika u Omarovoj džamiji u Jeruzalemu, s namjerom da ga uvjeri u ispravnost kršćanske vjere. 
S trojicom svoje subraće iz Francuske i Italije, o svetkovini Kurban-bajrama, s muslimanima je htio razgovarati o "stvarima vrlo korisnim i spasonosnim za njihove duše". Pred kadijom i njegovim savjetnicima iz svojih svitaka čitali su im kako njihova vjera nije istinita; da samo zakon Mojsijev i Kristov uče kako ćemo slaviti i hvaliti Boga, ljubiti bližnjega... "Vi ne vjerujete u Sina Božjega i ne primate krštenje. Dakle, prema sv. Evanđelju i prema istinitom nauku Isusa Krista kažemo da se ne možete spasiti" Kadiju je to razbjesnilo, na što im se zaprijetio smrću, no kako ni ta prijetnja smrću ih nije odvratila od vjere i nauka po Isusu, kadija je prijetnju ostvario, osudivši ih na smrt. Okolni muslimani su tada napali Nikolu Tavelića i njegove drugove. Utamničili su ih. Zlostavljali su ih tri dana, a onda je kadijinu presudu potvrdio i građanski sud, nakon čega je okolna svjetina 14. studenoga 1391. mačevima sasjekla Tavelića i trojicu subraće i bacila ih na lomaču. S trojicom subraće je sasječen i spaljen. Grobovi su im nepoznati.
Sva četvorica su podnijela mučeničku smrt u Jeruzalemu, pred Vratima Jafe. Izvršenju smrtne kazne je bio nazočan i fra Gerard Chelvet, gvardijan samostana sv. Spasa na Sionu, uz Dvoranu Posljednje večere. On je s fra Martinom Šibenčaninom opisao njihovu mučeničku smrt i izvješća poslao u Vatikan, Leipzig, Šibenik i drugdje.

## Štovanje
Odmah su ih u Europi počeli slaviti kao mučenike (od 14. studenoga 1391.), posebno u Šibeniku. Papa Lav XIII. odobrio je Nikolino štovanje 1889. godine na molbu šibenskog biskupa Josipa Fosca. Između dva svjetska rata raširilo se Nikolino štovanje, a rad na kanonizaciji je sretno završen i papa Pavao VI. proglasio ga je svetim u Rimu, 21. lipnja 1970. godine. 
Veliku zaslugu za njegovu kanonizaciju ima poznati hrvatski kanonist fra Ante Crnica koji se na ovome intenzivno angažirao od 1958. godine.
Sv. Nikoli Taveliću podignute su crkve i oltari u domovini i po svim kontinentima, a pisci i umjetnici ovjekovječili su njegov lik (kipovi, slike, književna i glazbena djela). Godine 1937., hrvatski katolici podigli su mu oltar u Jeruzalemu unutar češke kapelice na obronku Maslinske gore. Danas tu kapelicu više nije moguće posjetiti jer se nalazi unutar diplomatskog sjedišta delegata Svete stolice za Jeruzalem. 
Nadbiskup Alojzije Stepinac predvodio je svehrvatsko hodočašće u Svetu Zemlju 25. srpnja 1937. i tom je prigodom u kapeli današnje Apostolske nuncijature u Jeruzalemu posvetio oltar tadašnjeg blaženika.
Njegov blagdan slavi se 14. studenoga.
Sv. Nikolu Tavelića se prikazuje s dugom sijedom bradom, u franjevačkom odijelu. Po tijelu i na čelu su ožiljci od mučenja. Obično je na slici na lomači ili pokraj lomače. Nekad ga se prikazuje s raspelom u ruci, a najčešće je to slučaj kad ga se prikazuje kao propovjednika. Štuje ga se kao zaštitnika hrvatskog naroda.

## Svetišta i crkve
- Nacionalno svetište sv. Nikole Tavelića je u crkvi Sv. Frane u Šibeniku.
- Hrvatski katolički centar Sv. Nikola Tavelić, Sydney, Australija
- Hrvatski katolički centar Sv. Nikola Tavelić
- Hrvatska katolička misija sv. Nikole Tavelića, Montreal, Kanada
- crkva sv. Nikole Tavelića, Tučepi – Hrvatska
- crkva sv. Nikola Tavelića, Rijeka – Krnjevo, Hrvatska
- crkva sv. Nikole Tavelića, Imotski – Vinjani Donji, Hrvatska
- crkva sv. Nikole Tavelića, Šibenik – Lišane Ostrovičke, Hrvatska
- crkva sv. Nikole Tavelića, Zagreb – Kustošija, Hrvatska
- crkva sv. Nikole Tavelića, Županja, Hrvatska
- crkva sv. Nikole Tavelića, Slavonski Brod, Hrvatska
- crkva sv. Nikole Tavelića, Omanjska, Bosna i Hercegovina
- crkva sv. Nikole Tavelića, Banjevci, Hrvatska
- crkva sv. Nikole Tavelića, Tomislavgrad, Bosna i Hercegovina
- crkva sv. Nikole Tavelića, Buenos Aires, Argentina
- crkva sv. Nikole Tavelića, Ružići, Bosna i Hercegovina
- crkva sv. Nikole Tavelića, Busovača – Kaćuni, Bosna i Hercegovina
- crkva sv. Nikole Tavelića, Raška Gora – Mostar, Bosna i Hercegovina
- crkva sv. Nikole Tavelića, Majdan – Mrkonjić Grad, Bosna i Hercegovina
- kapelica sv. Nikole Tavelića – Lug/Čaušlije,  župa sv. Ante Padovanskog u Bugojnu
- crkva sv. Nikole Tavelića – Gornji Radišići, župa sv. Ante Padovanskog na Humcu
- crkva sv. Nikole Tavelića – Jovići, župa Gospe od Ružarija u Ražancu
- crkva sv. Nikole Tavelića – Laništa, župa Rođenja BDM Ulice.
- crkva sv. Nikole Tavelića, Kovačić, župa Ljubunčić – Livno, Bosna i Hercegovina
- kapela sv. Nikole Tavelića, Smričani, Župa Vidoši – Livno, Bosna i Hercegovina
- crkva sv. Nikole Tavelića u Sičanima

## Dokumentarni filmovi
- Nikola Tavelić – 50 godina svetosti, 2020.[2]

## Vanjske poveznice
- Hrvatsko nacionalno svetište sv. Nikole Tavelića